# Karl Ferdinand Ranke
Karl Ferdinand Ranke (Wiehe, 26 maggio 1802 – Berlino, 29 marzo 1876) è stato un filologo classico, grecista, biografo ed educatore tedesco.
Era fratello dello storico Leopold von Ranke (1795–1886) e dei teologi Friedrich Heinrich Ranke (1798–1876) e Ernst Constantin Ranke (1815–1888).

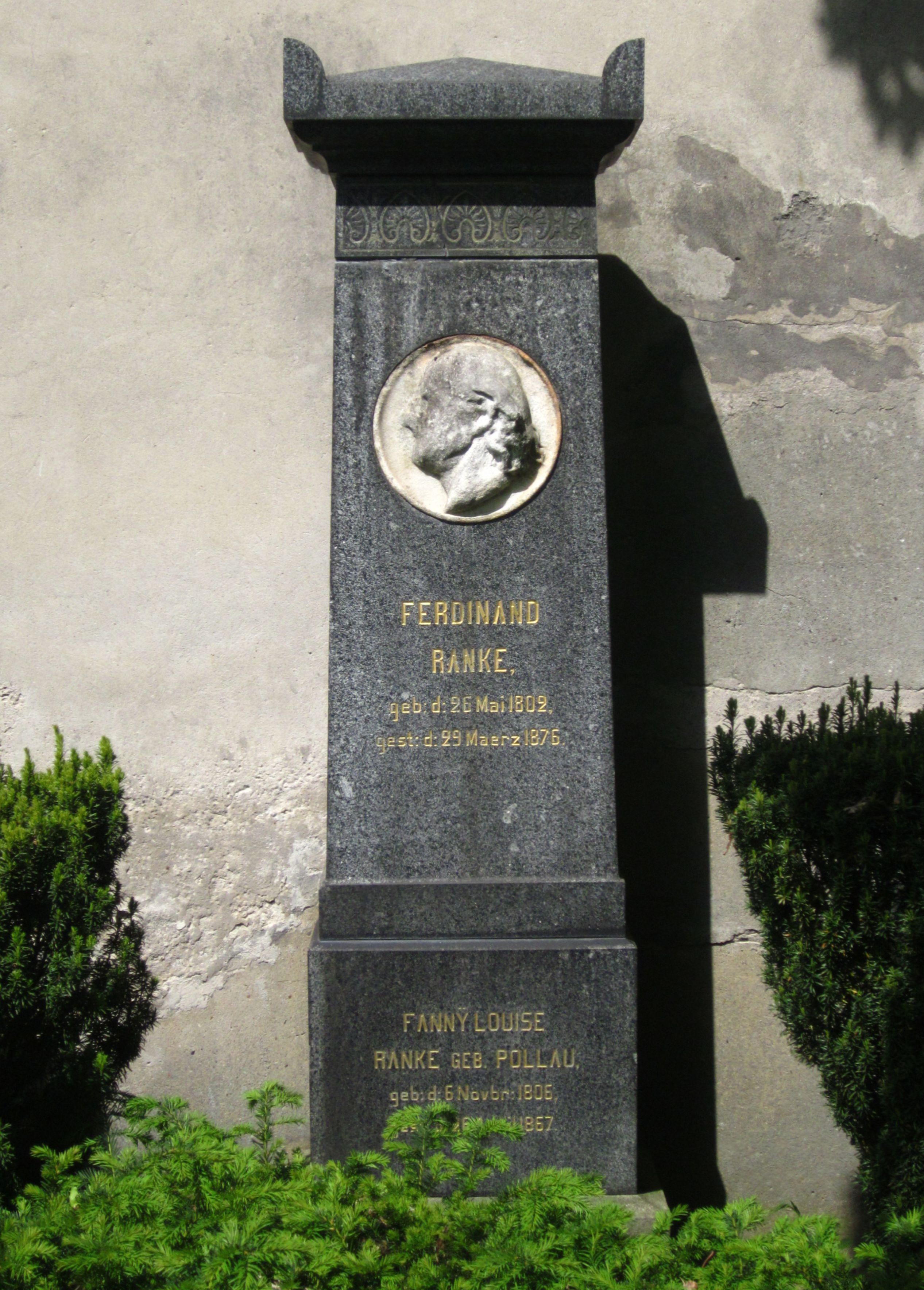
Tomba di Ranke al Dreifaltigkeitsfriedhof II della Chiesa della Trinità a Berlino-Kreuzberg.

## Biografia
Studiò teologia e filologia all'Università di Halle, e lavorò poi come insegnante alla Fondazione Francke (Halle). Nel 1831 fu nominato direttore del ginnasio a Quedlinburg, trasferendosi poi a Gottinga come successore di Friedrich August Grotefend nella carica di direttore del ginnasio. Nel 1841 divenne professore all'Università di Gottinga, e nell'anno seguente fu nominato direttore del ginnasio Friedrich-Wilhelm a Berlino.
In quanto direttore del ginnasio, apportò numerosi contributi verso la riorganizzazione educativo-metodica del sistema di istruzione prussiano. Nel campo della filologia classica fu autore di importanti opere su Esiodo, Aristofane, Senofonte e altri; pubblicò biografie sugli studiosi classici Karl Otfried Müller (1870) e August Meineke (1871).

## Selezione di opere
- Pollux et Lucianus. Commentatio, (1831)
- Origini a Quedlinburg. Un esperimento storico (1833)
- De Hesiodi Operibus et diebus commentatio, (1838)
- Hesiodeische Studien, (1840) – Hesiodic studies
- De Aristophanis vita commentatio, (1846)
- De Xenophontis vita et scriptis commentatio, (1851)
- Karl Otfried Müller ein Lebensbild, (1870)
- August Meineke; ein lebensbild, (1871)[3]